# Kategoria e Parë 1984-1985
La Kategoria e Parë 1984-1985 fu la 46ª edizione della massima serie del campionato albanese di calcio disputata tra l'8 settembre 1984 e il 9 giugno 1985 e conclusa con la vittoria del 17 Nëntori, al suo dodicesimo titolo.
Capocannonieri del torneo furono Faslli Fakja (Vllaznia) e Arbën Minga (17 Nëntori) con 13 reti.

## Formula
Le squadre partecipanti al torneo furono 14 e disputarono un turno di andata e ritorno per un totale di 26 partite.
Le ultime due classificate retrocedettero in Kategoria e Dytë.
Le squadre qualificate alle coppe europee furono due: la vincente della coppa d'Albania fu ammessa alla Coppa delle Coppe 1985-1986 mentre la seconda classificata alla Coppa UEFA 1971-1972

## Squadre
| Squadra             | Città        | Stadio | Stagione 1983-1984 |
| ------------------- | ------------ | ------ | ------------------ |
| Labinoti            | Elbasan      |        | Campione d'Albania |
| 17 Nëntori          | Tirana       |        | 2°                 |
| KF Partizani Tirana | Tirana       |        | 3°                 |
| Dinamo Tirana       | Tirana       |        | 11°                |
| Flamurtari          | Valona       |        | 4°                 |
| Tomori              | Berat        |        | 9°                 |
| Vllaznia            | Scutari      |        | 8°                 |
| Skënderbeu          | Coriza       |        | 7°                 |
| Lokomotiva          | Durazzo      |        | 5°                 |
| Luftëtari           | Argirocastro |        | 10°                |
| Naftëtari           | Kuçovë       |        | 12°                |
| Traktori            | Lushnjë      |        | 13°                |
| Besa Kavajë         | Kavajë       |        | 6°                 |
| Besëlidhja          | Alessio      |        | Kategoria e Dytë   |

## Classifica finale
|                    | Pos. | Squadra    | Pt | G  | V  | N  | P  | GF | GS | DR  |
| ------------------ | ---- | ---------- | -- | -- | -- | -- | -- | -- | -- | --- |
| Albania (bandiera) | 1.   | 17 Nëntori | 39 | 26 | 15 | 9  | 2  | 45 | 22 | +23 |
|                    | 2.   | Dinamo     | 33 | 26 | 13 | 7  | 6  | 42 | 22 | +20 |
|                    | 3.   | Vllaznia   | 29 | 26 | 13 | 3  | 10 | 33 | 23 | +10 |
|                    | 4.   | Partizani  | 29 | 26 | 12 | 5  | 9  | 26 | 19 | +7  |
|                    | 5.   | Flamurtari | 27 | 26 | 8  | 11 | 7  | 22 | 20 | +2  |
|                    | 6.   | Tomori     | 27 | 26 | 9  | 9  | 8  | 20 | 23 | -3  |
|                    | 7.   | Luftëtari  | 26 | 26 | 8  | 10 | 8  | 24 | 24 | 0   |
|                    | 8.   | Traktori   | 24 | 26 | 7  | 10 | 9  | 15 | 28 | -13 |
|                    | 9.   | Besëlidhja | 24 | 26 | 8  | 8  | 10 | 18 | 32 | -14 |
|                    | 10.  | Lokomotiva | 23 | 26 | 7  | 9  | 10 | 25 | 26 | -1  |
|                    | 11.  | Labinoti   | 23 | 26 | 7  | 9  | 10 | 28 | 32 | -4  |
|                    | 12.  | Naftëtari  | 23 | 26 | 6  | 11 | 9  | 23 | 29 | -6  |
|                    | 13.  | Besa       | 22 | 26 | 7  | 8  | 11 | 28 | 32 | -4  |
|                    | 14.  | Skënderbeu | 15 | 26 | 3  | 9  | 14 | 15 | 32 | -17 |

Legenda:

      Campione d'Albania
      Ammesso alla Coppa delle Coppe
      Ammesso alla Coppa UEFA
      Retrocesso in Kategoria e Dytë
Note:

Due punti a vittoria, uno a pareggio, zero a sconfitta.

## Verdetti
- Campione: 17 Nëntori
- Qualificata alla Coppa delle Coppe: Flamurtari
- Qualificata alla Coppa UEFA: Dinamo Tirana
- Retrocessa in Kategoria e Dytë: Skënderbeu, Besa